# Jean d’Arces
Jean d’Arces (* um 1370; † 12. Dezember 1454 in Moûtiers) war von 1438 bis zu seinem Tode Erzbischof von Tarentaise.

## Leben
Jean entstammte einer adligen Familie aus der nahe Grenoble gelegenen Pfarrei Saint-Ismier. Er schloss sein Studium mit einem Lizentiat des kanonischen Rechts ab und wurde Augustinerchorherr. 1415 war er Prior von Saint-Valentin in Bissy, von 1419 bis 1438 als Nachfolger seines Onkels Hugues Propst des Hospizes auf dem Grossen St. Bernhard und wurde 1438 zum Erzbischof von Tarentaise ernannt. Er nahm am Konzil von Basel teil und war Teilnehmer des Konklaves, das 1439 Felix V. wählte. Dieser ernannte ihn 1444 zum (Pseudo)kardinal von Santi Nereo ed Achilleo. Nachdem er sich Papst Nikolaus V. unterworfen hatte, erneuerte dieser im Konsistorium von 1449 seine Ernennung zum Kardinal von Santi Nereo ed Achilleo.
Nach seinem Tod am 12. Dezember 1454 wurde er im savoyischen Moûtiers beigesetzt.